# Munio Gitai Weinraub

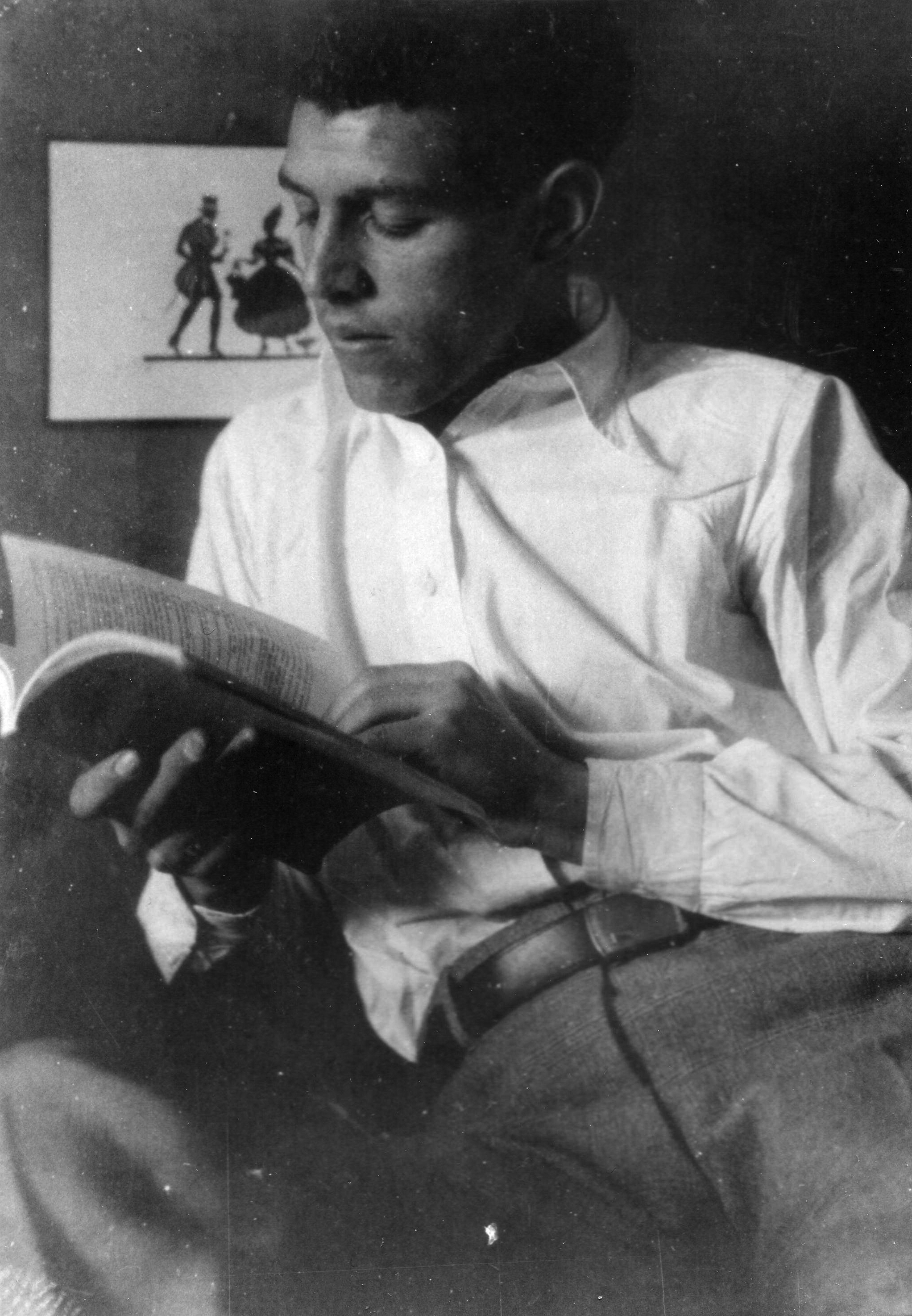
Munio Weinraub (1965)

Munio Gitai Weinraub (geboren als Munio Weinraub 6. März 1909 in Szumlany, Österreich-Ungarn; gestorben 24. September 1970 in Haifa) war ein israelischer Architekt.

## Leben
Munio Weinraub bewarb sich 1927 am Bauhaus und absolvierte auf Empfehlung von Hannes Meyer zunächst ein Praktikum an einer Tischlerschule. 1929 wurde er am Bauhaus aufgenommen. 1932 wurde er wegen kommunistischer Aktivitäten kurze Zeit von der Schule verwiesen.  Als das Bauhaus von Dessau nach Berlin umzog, brach er das Studium ab und ging mit anderen Studenten an die Kunstschule in Frankfurt am Main. Nach der Machtübergabe an die Nationalsozialisten wurde er wegen Verbreitung politischer Flugschriften verhaftet und aus dem Deutschen Reich ausgewiesen. Weinraub emigrierte über die Schweiz 1934 nach Palästina und nannte sich später Gitai Weinraub.

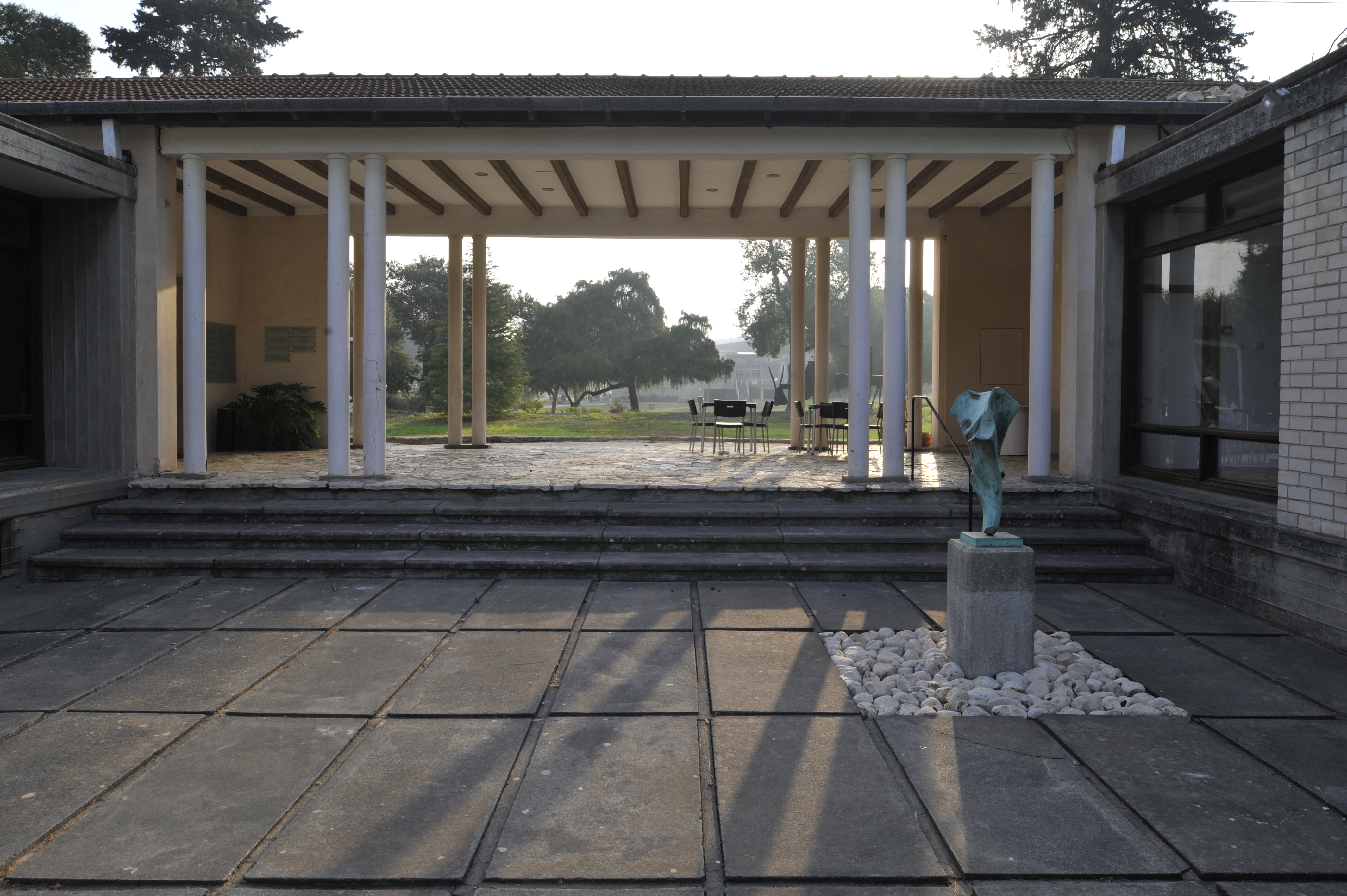
Wilfrid Israel Museum (Foto aus dem Jahr 2012)

Obschon er keinen Hochschulabschluss vorweisen konnte, wurde er Architekt und gründete eine Baufirma. In Palästina und Israel baute er eine Vielzahl von Wohngebäuden sowie Zweckbauten für die Kibbuzim und arbeitete dabei mit Alfred Mansfeld zusammen. 1951 wurde im Kibbuz Hasorea das von ihnen geplante Wilfrid Israel Museum fertiggestellt.
Zu den größeren der 250 Projekte, an denen Gitai Weinraub mitwirkte, gehören das Holocaust Memorial in Yad Vashem und die zentrale Synagoge in Haifa. Er heiratete die Lehrerin Efratia Margalit, ihr zweiter Sohn ist der israelische Filmemacher Amos Gitai.

## Filme
- Amos Gitai: Lullaby to My Father. Dokumentarfilm, 2012[2]